# Xã Swede Prairie, Quận Yellow Medicine, Minnesota
Xã Swede Prairie (tiếng Anh: Swede Prairie Township) là một xã thuộc quận Yellow Medicine, tiểu bang Minnesota, Hoa Kỳ. Năm 2010, dân số của xã này là 170 người.